# Гуляевка (Костромская область)
Гуля́евка — деревня в Островском районе Костромской области. Административный центр Островского сельского поселения.

## География
Деревня расположена в южной части области, на расстоянии примерно 4 км (по прямой) к северо-западу от районного центра посёлка Островское.
Часовой пояс
Деревня Гуляевка как и вся Костромская область, находится в часовой зоне МСК (московское время). Смещение применяемого времени относительно UTC составляет +3:00.

## Население
| 2008 | 2010 | 2014 |
| ---- | ---- | ---- |
| 720  | ↘654 | ↗700 |

Национальный состав
Согласно результатам переписи 2002 года, в национальной структуре населения русские составляли 95 % из 730 чел.